# Tetranychus
Tetranychus is een geslacht van spintmijten uit de familie Tetranychidae.

## Verspreiding en leefgebied
Dit geslacht is algemeen in gematigde streken. Ze vormen een plaag op fruitbomen.